# Record europei di sci nautico
La seguente tabella riporta i record europei maschili e femminili delle diverse discipline dello sci nautico.
Nota: dati aggiornati al 6 novembre 2006
| Disciplina          | Record                                           | Atleta                     | Luogo                                |
| Slalom Femminile    | 3 Boe a 10.75m                                   | Irene Reinstaller (ITA)    | Fosso Ghiaia, (ITA), 7 ottobre 2001  |
| Slalom Maschile     | 1 Boa a 9.75m                                    | Andy Mapple (GBR)          | Miami, (USA), 4 ottobre 1998         |
| Figure Femminili    | 8680 Punti                                       | Clementine Lucine (FRA)    | Lacanau, (FRA), 9 luglio 2006        |
| Figure Maschili     | 12400 Punti                                      | Nicholas LeForestier (FRA) | Lac de Joux, (SUI), 4 settembre 2005 |
| Salto Femminile     | 56.6 Metri                                       | Elena Milakova (RUS)       | Malibu, (USA), 21 luglio 2002        |
| Salto Maschile      | 73.0 Metri                                       | Jesper Cassoe (DEN)        | Malibu, (USA), 21 luglio 2002        |
| Combinata Femminile | 2850.11 Punti 4 Boe a 11.25m; 8680 Punti; 52.1m  | Clementine Lucine (FRA)    | Lacanau, (FRA), 9 luglio 2006        |
| Combinata Maschile  | 2741.75 Punti 4 Boe a 10.75m; 11550 Punti; 62.5m | Patrice Martin (FRA)       | Okahumpka, (USA), 21 maggio 2001     |
| SkiFly Femminile    | 69.4 Metri                                       | Elena Milakova (RUS)       | Pine Mountain, (USA), 26 maggio 2002 |
| SkiFly Maschile     | 85.4 Metri                                       | Jason Seels (GBR)          | Orlando, (USA), 21 maggio 2004       |

La seguente tabella riporta invece i record europei maschili e femminili delle diverse discipline dello sci nautico a piedi nudi.
Nota: dati aggiornati al 19 gennaio 2008
| Disciplina       | Record     | Atleta                   |
| Slalom Femminile | 17.6       | Nadine De Villiers (RSA) |
| Slalom Maschile  | 19         | Heinrich Sam (RSA)       |
| Figure Femminili | 4550 Punti | Nadine De Villiers (RSA) |
| Figure Maschili  | 9730 Punti | Andre De Villiers (RSA)  |
| Salto Femminile  | 20.6 Metri | Nadine De Villiers (RSA) |
| Salto Maschile   | 27.4 Metri | David Small (GBR)        |